# Bactridium acutum
Bactridium acutum är en svampart som beskrevs av Berk. & F.B. White 1878. Bactridium acutum ingår i släktet Bactridium, divisionen sporsäcksvampar och riket svampar.   Inga underarter finns listade i Catalogue of Life.